# Krakus-halom
A Krakus-halom vagy Krak-halom (lengyelül: Kopiec Krakusa, Kopiec Kraka) egy emlékdomb Krakkó Podgórze kerületében. Krakkó belvárosától 3 km-re délre, a Lasoty-domb (Wzgórze Lasoty w Krakowie) tetején épült. Feltételezések szerint itt nyugszik Krakkó legendás alapítója Krak (Krakus) fejedelem.
A városban négy régebbi és egy újabb emlékhalom található. A Wanda-halom mellett a Krakus-halom  a legrégebbi ember alkotta tárgy a településen. A Kościuszko-halom 1823-ban, a Piłsudski-halom 1937-ben, a II. János Pál pápa-halom pedig 1997-ben épült. Wanda a legenda szerint Krak lánya volt, aki életét áldozta a városért.

## Története
A halom pontos kora és rendeltetése nem ismert, valószínűleg vallási és temetkezési célokat szolgált. Az 1930-as évek közepén végzett ásatások kiderítették, hogy a fűvel borított földhalom belsejében fából készült alap található. Vizsgálatok szerint az ekkor megtalált leletek a VIII-X. századból származnak, de emberi maradványokat, illetve csontokat nem találtak. Más kutatók azt feltételezik, hogy a halmot kelták emelték az i. e. előtti II-I. században. A halom legendája szerint a város lakói emelték, amikor elhunyt Krak fejedelem. Az építők azt kívánták, hogy ugyanúgy magasodjék a táj fölé a síremlék, ahogyan Krak tette azt uralkodásának az idején.
A Krakus-halom körül korábban négy kisebb ősi halom állt, de ezeket a XIX. században lebontották, hogy helyet adjanak az osztrák megszállás idején kiépített erődítmény-rendszernek.
A Stonehenge-hez és más ilyen jellegű régi építményekhez hasonlóan feltételezhető, hogy bizonyos csillagászati szempontokat is figyelembe vettek az építésénél. A kelta Beltane ünnepének napján a Krakus-halomról nézve a felkelő nap éppen a Wanda-halom felett emelkedik fel.
Az 1830-as évek közepéig minden évben népi ünnepségeket (Rękawka) tartottak itt a húsvét utáni első kedden, ősi szláv hagyományok alapján. A szokás a 2000-es években újjáéledt.

## Leírás
A halom 271 m magason épült a Lasoty-domb tetején. Alapjánál kb. 60 m az átmérője, a magassága 16 m. A halmot fű borítja, egyszerű gyalogút visz fel a tetejére.

## Galéria

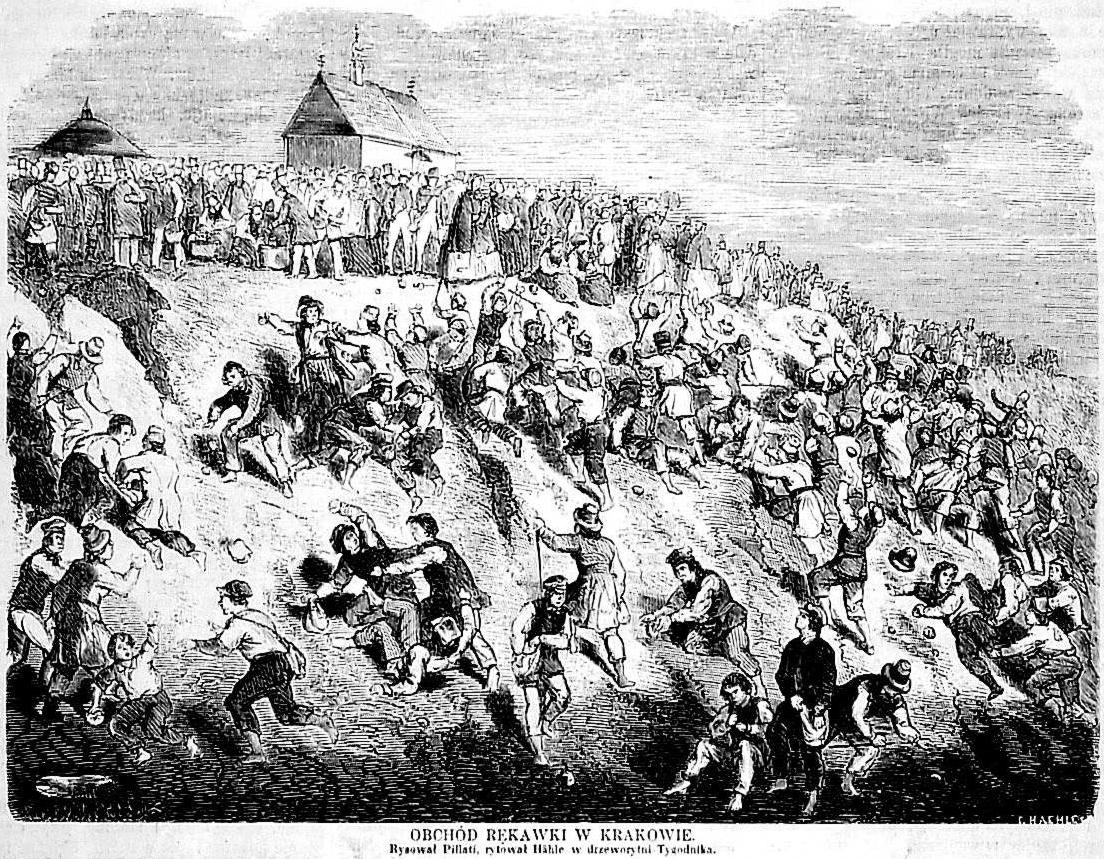
A halom 1860-as ábrázolása Rękawka ünnepén
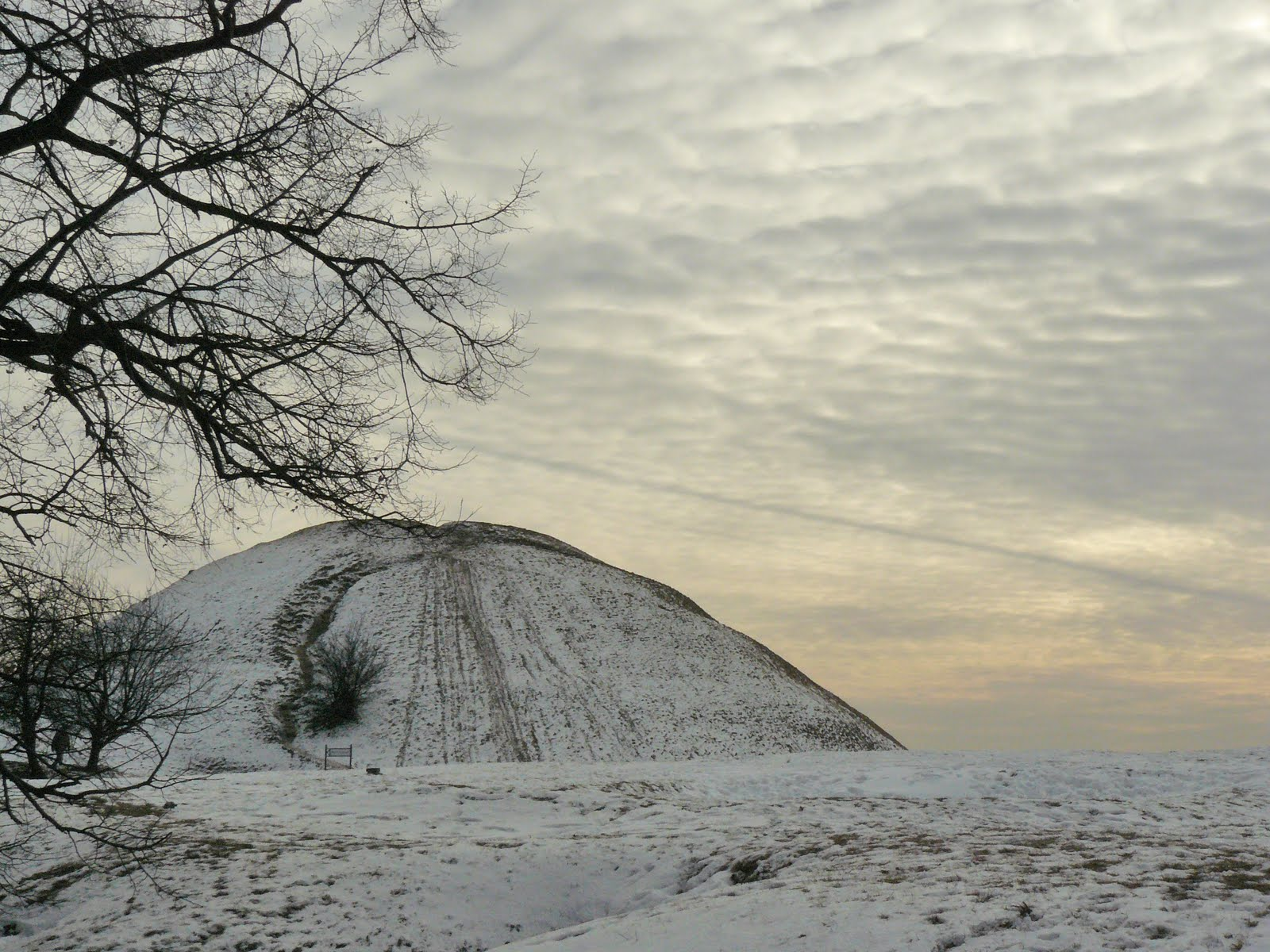
Téli látkép
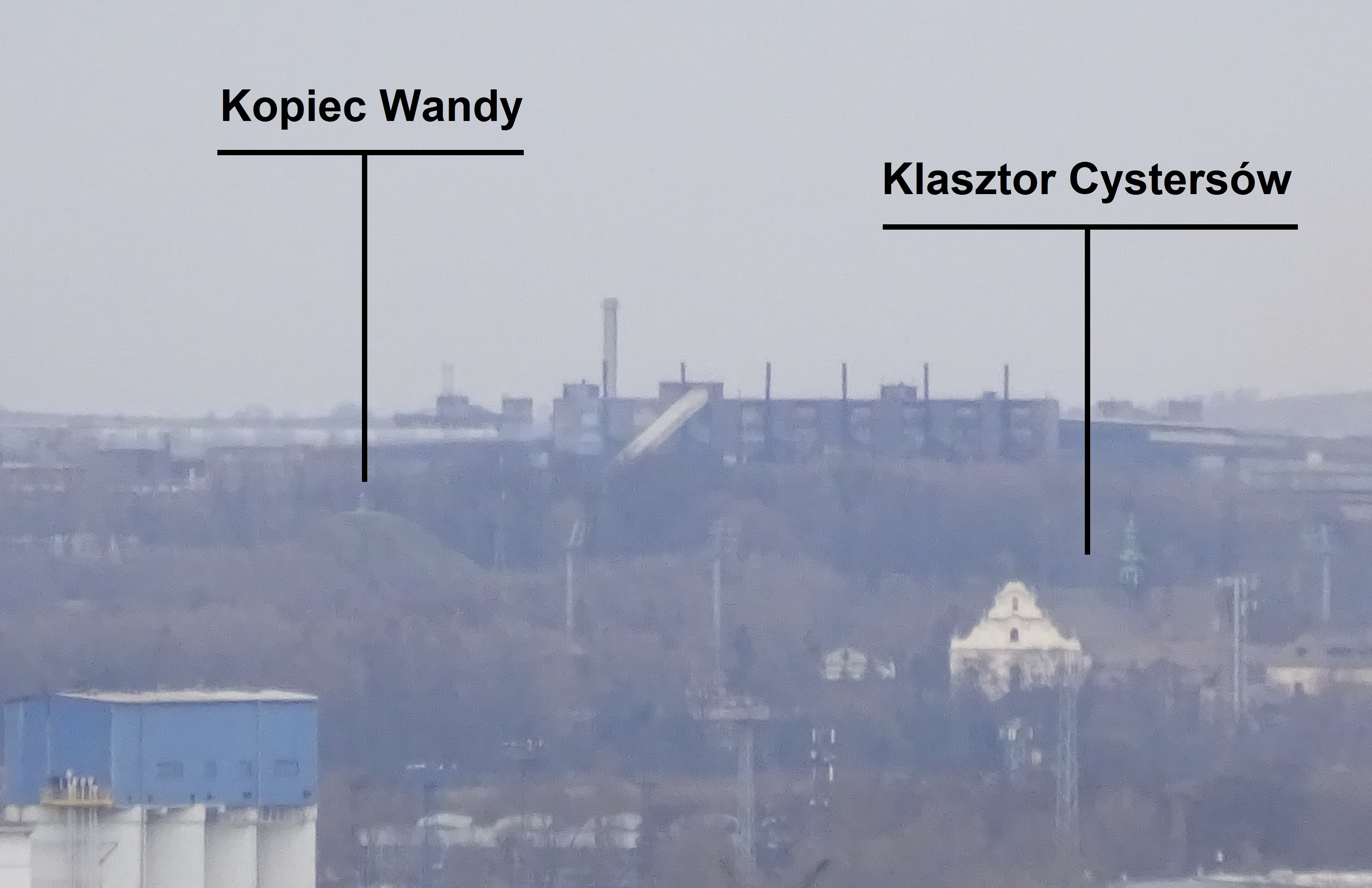
Kilátás a Wanda-halomra
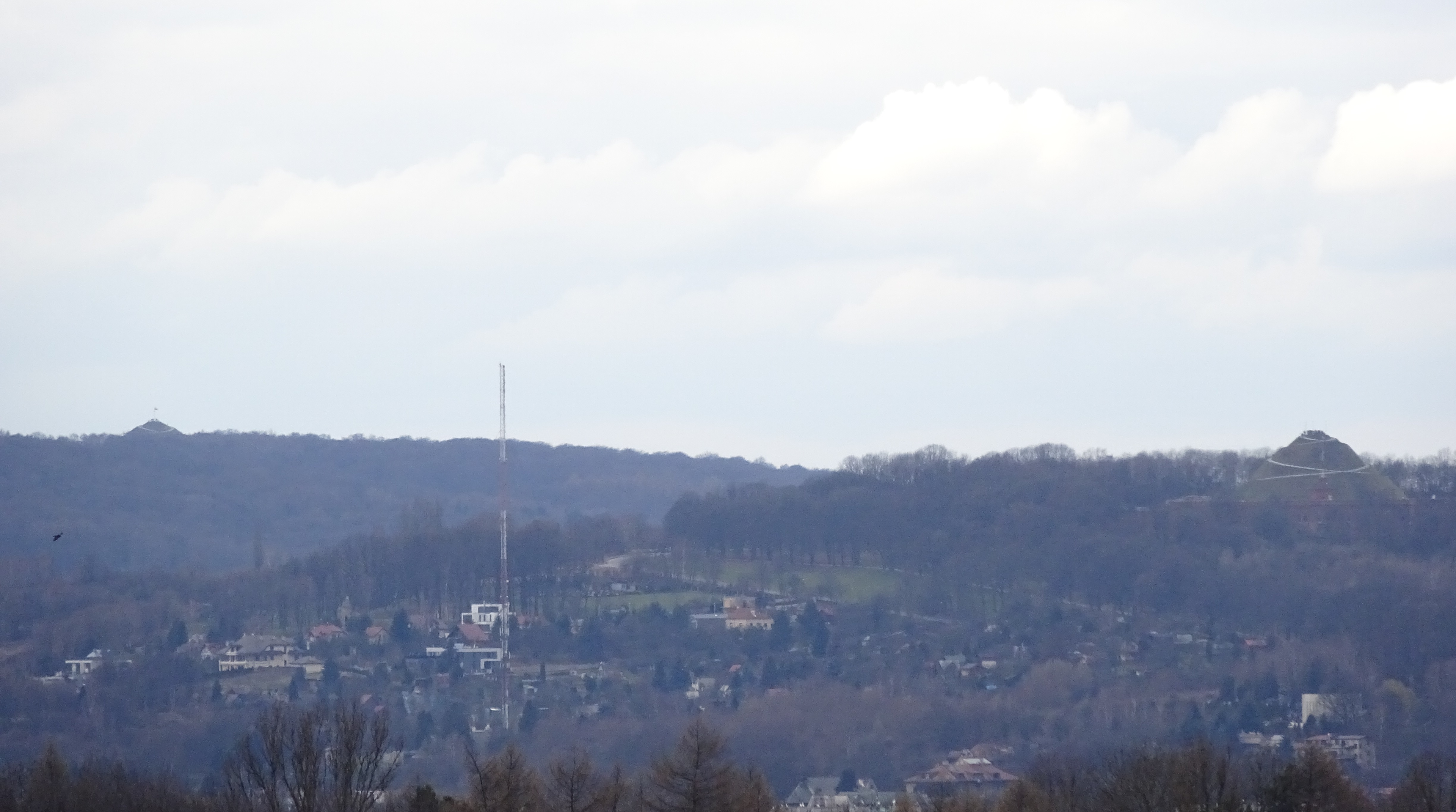
Kilátás a Piłsudski-halomra és a Kościuszko-halomra
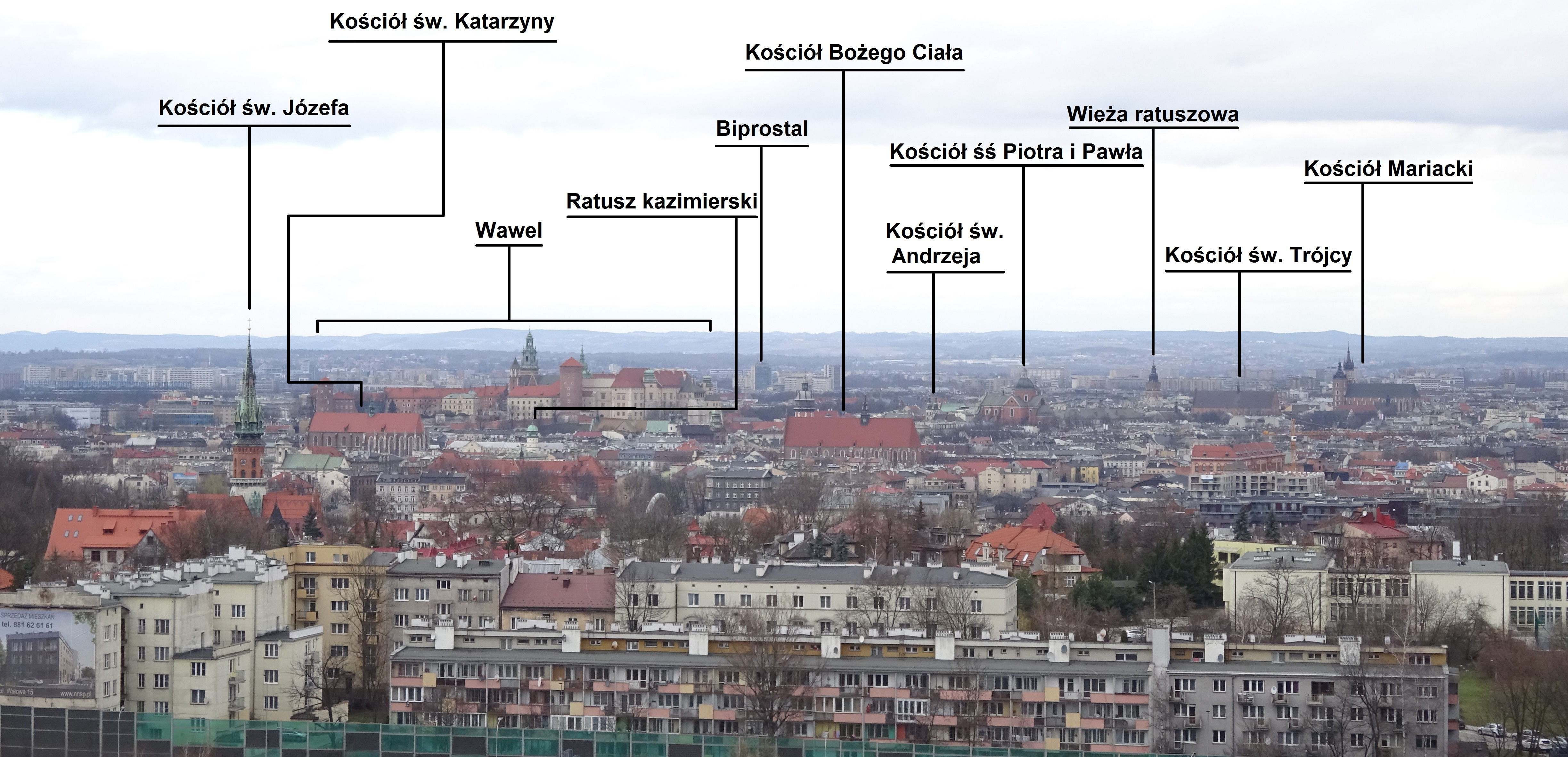
A belváros panorámája a halomról

## Fordítás
- Ez a szócikk részben vagy egészben a Krakus Mound című angol Wikipédia-szócikk ezen változatának fordításán alapul.  Az eredeti cikk szerkesztőit annak laptörténete sorolja fel. Ez a jelzés csupán a megfogalmazás eredetét és a szerzői jogokat jelzi, nem szolgál a cikkben szereplő információk forrásmegjelöléseként.